# Andrea Ortis
Andrea Ortis (San Vito al Tagliamento, 16 agosto 1972) è un attore e regista italiano.

## Biografia
Trascorre l'infanzia e l'adolescenza a Chions fino al conseguimento del diploma di liceo scientifico presso l'Istituto E. Vendramini di Pordenone.
È attore, regista e autore. Dal 1998 ha esplorato l'arte di strada, il teatro sperimentale e quello di ricerca utilizzandoli come contesti creativi per sperimentare nuovi linguaggi teatrali e forme espressive.
Nel 2016 partecipa al cortometraggio Il naso rosso con sceneggiatura e regia di Simone D'Angelo e recita nel ruolo del Marchese di Forlimpopoli ne La Locandiera di Carlo Goldoni curata e diretta da Stefano Sabelli.
Ne La Divina Commedia Opera Musical scritto con Gianmario Pagano e musiche di Marco Frisina, dal 2017/2018 Ortis è anche regista e attore nel ruolo di Virgilio. Con quest'opera avvicina il grande pubblico raggiungendo la notorietà. Commenta Ortis: "Questo spettacolo mette al centro la parola declinata in diversi modi. Ci sono le parole di Dante, dei personaggi, ma anche le parole che diventano atmosfera e emozioni attraverso la coreografia, corpo di ballo, scene, proiezioni in 3D". Il 5 giugno 2021, in occasione del XV appuntamento di Senato&Cultura, La Divina Commedia Opera Musical riceve il riconoscimento di prodotto artistico d’eccellenza.
Nel 2019 Ortis scrive la sceneggiatura e cura la regia de Il cavaliere di San Biase. Si tratta di un documentario di circa trenta minuti che ha come protagonista il Cavaliere, il più importante gruppo scultoreo rinvenuto in ambito italico e scoperto casualmente nelle campagne di San Biase nel 1995.
Sempre nel 2019, Ortis interpreta la parte del protagonista, Vincenzo Cuoco nel cortometraggio I Futurieri in Terra di Molise.  Prima della proiezione, Ortis sale sul palco e legge le parole che Cuoco rivolge a Gioacchino Murat nel 1809, riguardanti l'organizzazione dell'istruzione pubblica. L'ascolto del discorso coinvolge il pubblico per l'attualità del contenuto. Alcuni esempi: "Senza l'istruzione le migliori leggi restano inutili, solo lei può imprimerle nel cuore dei cittadini". "La scuola dev'essere pubblica e lo Stato deve garantirne l'integrità".
Novelle per un anno di Luigi Pirandello, scritto, diretto e interpretato da Andrea Ortis nel 2018, è una lettura scenica incentrata su alcune delle più celebri novelle pirandelliane con un intreccio di recitazione e musica.  Ortis, oltre a interpretare i racconti, introduce il contesto storico e artistico dell’autore siciliano, esplorandone le caratteristiche drammaturgiche e poetiche.
Lo spettacolo si concentra su tre novelle principali: Ciaula scopre la luna, La Giara e Il Treno ha fischiato accompagnate da un ensemble musicale che crea atmosfere che  evocano la cultura e l'anima della Sicilia.
Nel 2019 Ortis debutta con Van Gogh cafè del quale è autore, regista e attore nel ruolo di Monsieur Louis Philippe, un antiquario che possiede un libro contenente l'intensa corrispondenza tra Vincent Van Gogh e suo fratello Theo. La storia affascina subito gli avventori del café chantant, che vengono rapiti dalle immagini e dai dipinti del libro fino a trovarsi immersi nell'universo del grande artista..
Nel 2021 Andrea Ortis scrive, dirige ed interpreta Vivaldi, la bella stagione. Si tratta di uno spettacolo che accompagna lo spettatore in un viaggio nel tempo. Partendo dal Novecento, si torna indietro fino alla Venezia del tardo Seicento, quando si sviluppa il genio di Antonio Vivaldi. La performance, di 90 minuti, ricrea le atmosfere storiche con l'ausilio di effetti speciali, proiezioni 3D e musica dal vivo eseguita dall'orchestra barocca "La bella stagione", diretta da Antonello Capuano.
Dante in Musica, 2021, di cui Ortis ha curato sceneggiatura e regia, è uno spettacolo tratto da "La Divina Commedia Opera Musical" e nel quale musica, recitazione e danza si fondono per raccontare il viaggio di Dante dall'Inferno al Paradiso.
Direttamente dalla diga, nel 2023 e in occasione del sessantesimo anniversario del disastro del Vajont, Ortis debutta ne  Il Vajont di tutti, riflessi di speranza , in scena già dalla stagione 2016.  Lo spettacolo si articola su due piani narrativi distinti: da un lato una riflessione attuale e dettagliata sulla crisi ecologica; dall'altro una ricostruzione storica del secondo dopoguerra, con particolare attenzione agli anni '40, '50 e '60 del Novecento. È un vero e proprio viaggio nell'Italia dell'epoca, che esplora la vita delle comunità rurali, le radici popolari e dialettali del Paese, la ricchezza di tradizioni e usanze che costituiscono un patrimonio culturale vitale e prezioso.
Francesco Longano, filosofo e saggista è protagonista di Francesco Longano, l’arte del pensare un docufilm che Andrea Ortis scrive con Gianmario Pagano nel 2023 e dirige nello stesso anno.
"Conoscere il passato per capire il presente ed immaginare un futuro migliore è il messaggio del docufilm". Longano fu un precursore della questione meridionale in un'epoca di grande instabilità durante la quale si trovò a vivere in condizioni di povertà. Tuttavia, rimase sempre fedele ai propri ideali, diventando un convinto testimone della lotta contro le disuguaglianze e l'ingiustizia. Si interessò anche a discipline all’apparenza inconciliabili, come la logica, la geometria e la teologia dimostrando che si possono coltivare più passioni contemporaneamente arricchendo il proprio pensiero .
Andrea Ortis attribuisce molta importanza al ruolo delle opere teatrali a fini didattici, come sostegno alla scuola. Nelle matinée dei suoi spettacoli Ortis con il cast artistico incontra le scolaresche. A tal proposito afferma: "Il teatro è uno strumento potente che ha una veste didattica; non si deve, non si può sostituire alla scuola ma può essere uno strumento potente in affiancamento alla scuola".

## Teatro
- Il Vajont di tutti. Riflessi di speranza - sceneggiatore, regista e attore, 2015
- La locandiera o l’Arte di Vincere, attore nel ruolo del Marchese di Forlimpopoli - 2016
- La Divina Commedia Opera Musical, dall'edizione del 2017/2018, sceneggiatore con Gianmario Pagano, attore nel ruolo di Virgilio, regista;
- Novelle per un anno - regista e interprete, 2018
- Van Gogh Café Opera Musical - sceneggiatore, regista, attore ,  2019.
- Vivaldi la bella stagione - sceneggiatore, regista e interprete, 2021
- Dante in Musica, sceneggiatore e regista, 2021

## Filmografia

### Attore
- Il naso rosso, regia di Simone D'Angelo - cortometraggio (2016)
- I futurieri in terra di Molise, regia di Simone D'Angelo e Cortò Factory Image - cortometraggio (2019)
- Francesco Longano, l'arte del pensare, regia di Andrea Ortis - documentario (2023)

### Sceneggiatore e regista
- Il cavaliere di San Biase (2019)
- Francesco Longano, l'arte del pensare - documentario (2023)

## Riconoscimenti
- “La Divina Commedia Opera Musical” è insignita della medaglia d’oro da parte della Società Dante Alighieri per l’attinenza al testo originale;
- Premio “Noi artisti di questa terra” come eccellenza teatrale per “Il Vajont di tutti… riflessi di speranza” (2015);
- Premio “Noi artisti di questa terra” come eccellenza teatrale per “La Divina Commedia Opera Musical” (2019)
- Premio Persefone per la miglior regia musical negli anni 2019 e 2020
- “La Divina Commedia Opera Musical” nel 2021 partecipa all’evento “Senato & Cultura” presso il Senato della Repubblica e ottiene il riconoscimento di prodotto artistico d’eccellenza.